# Ядерний ракетний двигун
Я́дерний раке́тний дви́гун (ЯРД) — різновид ракетного двигуна, що використовує енергію поділу або синтезу ядер для створення реактивної тяги. Бувають рідинними (нагрів рідкого робочого тіла у нагрівальній камері від ядерного реактора і виведення газу через сопло) та імпульсно-вибуховими (ядерні вибухи малої потужності через рівні проміжки часу).

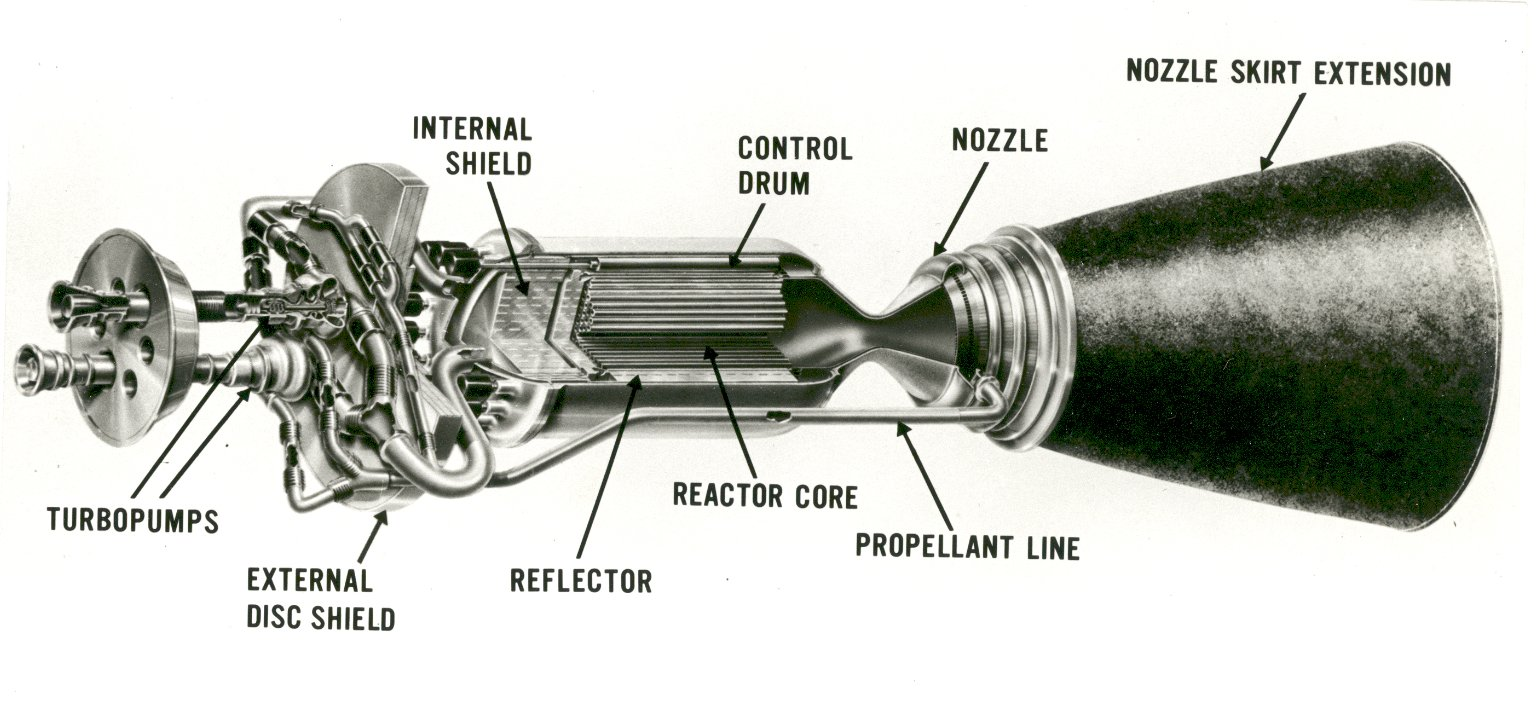
ЯРД NERVA

Традиційний ЯРД в цілому являє собою конструкцію з нагрівальної камери з ядерним реактором як джерелом тепла, системи подачі робочого тіла та сопла. Робоче тіло (як правило — водень) подається з баку до активної зони реактора, де, проходячи через нагріті реакцією ядерного розпаду канали, розігрівається до високих температур і далі викидається через сопло, створюючи реактивну тягу. Існують різні конструкції ЯРД: твердофазний, рідиннофазний і газофазний — що відповідають агрегатному стану ядерного палива в активній зоні реактора — твердий, розплав або високотемпературний газ (чи навіть плазма).
В СРСР розгорнута постанова уряду з проблеми створення ЯРД була підписана в 1958 році. Цим документом керування роботами в цілому було покладене на академіків Келдиша М. В., Курчатова І. В. та Корольова С. П.. До робіт були залучені десятки дослідницьких, проєктних, конструкторських, будівельних і монтажних організацій. ЯРД активно розроблялися Конструкторським бюро хімавтоматики у Воронежі і випробовувалися в СРСР (див. РД-0410) та США (див. NERVA) з середини 1950-х років. Дослідження ведуться і в 2018 році.

## Ядерний імпульсний двигун
Атомні заряди потужністю приблизно в кілотонну на етапі зльоту повинні вибухати зі швидкістю один заряд в секунду. Ударна хвиля — хмара плазми, яка розширюється, — повинна прийматися «штовхачем» — потужним металічним диском з теплозахисним покриттям і потім, відбившись від нього, створити реактивну тягу. Імпульс, прийнятий плитою штовхача, через елементи конструкції має передаватися кораблю. Потім, коли висота і швидкість виростуть, частоту вибухів можна зменшити. При зльоті корабель повинен летіти строго вертикально, щоб мінімізувати площу радіоактивного забруднення атмосфери.
В США були проведені декілька випробувань моделі літального апарата з імпульсним приводом (для вибухів використовувалась звичайна хімічна вибухівка). Були отримані позитивні результати щодо принципової можливості керованого польоту апарата з імпульсним двигуном.
Реальних випробувань імпульсного ЯРД з підривом ядерних пристроїв не проводилось.

## Інші розробки
В США космічні розробки з використанням імпульсних ядерних ракетних двигунів здійснювались з 1958 по 1965 рік у рамках проєкту «Оріон» компанією «Дженерал Атомікс» на замовлення ВПС США.

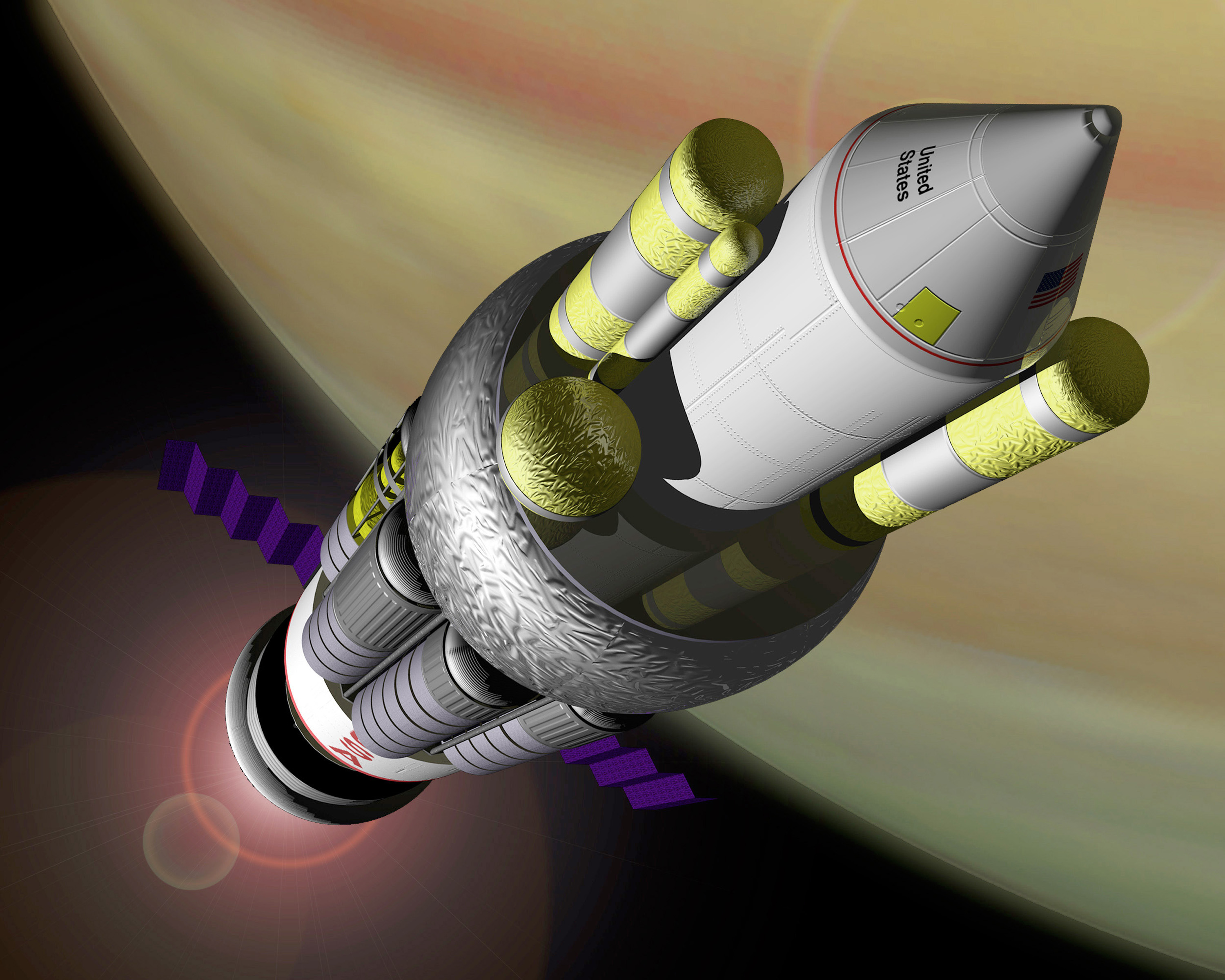
Космічний корабель проєкту «Оріон», малюнок художника

Програма розвитку проєкту «Оріон» була розрахована на 12 років, розрахункова вартість — 24 мільярди доларів, що співставно з запланованими витратами на місячну програму «Аполлон» («Apollo»). Цікаво, що розробники проводили попередні розрахунки будівництва на базі цієї технології корабля поколінь з масою до 40 млн тонн і екіпажем до 20 000 осіб. Відповідно до їхніх розрахунків один зі зменшених варіантів такого ядерно-імпульсного зорельоту (масою 100 тис. т) міг би досягнути Альфи Центавра за 130 років, розігнавшись до швидкості 10 000 км/с. Однак пріоритети змінились, і в 1965 році проєкт був закритий.
В СРСР аналогічний проєкт розроблявся в 1950—70х роках. Пристрій містив додаткові хімічні реактивні двигуни, що виводили його на 30-40 км від поверхні Землі, після чого планувалося вмикати основний ядерно-імпульсний двигун. Основною проблемою була міцність екрану-штовхача, який не витримував величезних теплових навантажень від близьких ядерних вибухів. Разом з тим були запропоновані декілька технічних рішень, які дозволяли розробити конструкцію плити-штовхача з достатнім ресурсом. Проєкт не був завершений.
У 1960-х роках США були на шляху до Місяцю. Менш відомим є той факт, що в Зоні 25 (поряд зі знаменитою Зоною 51) на полігоні Невади учені працювали над одним амбітним проєктом — польотом на Марс на ядерних двигунах. Проєкт був названий NERVA. Працюючи на повну потужність, ядерний двигун повинен був нагріватися до температури в 2026,7 °C. В січні 1965 року були проведені випробування ядерного ракетного двигуна під кодовою назвою «КІВІ»(KIWI).
В листопаді 2017 року Китайська корпорація аерокосмічної науки і техніки (China Aerospace Science and Technology Corporation, CASC) опублікувала дорожну карту розвитку космічної програми КНР на період 2017—2045 років. Вона передбачає, зокрема, створення багаторазового корабля, що працює на ядерному ракетному двигуні.
В лютому 2018 року з’явилися повідомлення про те, що NASA відновлює науково-дослідницькі роботи по ядерному ракетному двигуну.
У 2021 році у США почали розроблення космічного апарата з тепловим ядерним ракетним двигуном. 
26 липня 2023 року, згідно повідомлення у виданні Space, NASA та DARPA планують запустити космічний апарат з ядерним тепловим двигуном, відомий як проєкт DRACO, на навколоземну орбіту наприкінці 2025 або на початку 2026 року. Головна мета місії DRACO — випробувати ядерний тепловий двигун (NTP) у космосі, що є потенційно перспективною технологією, яка може допомогти людству облаштуватися на Марсі та інших віддалених планетах. DARPA розпочала цей проєкт у 2021 році, а NASA приєдналася до нього на початку 2023 року. Розробленням та будівництвом DRACO буде займатися компанія Lockheed Martin. У ядерних теплових ракетах використовують невеликі реактори, які виділяють значну кількість тепла під час розщеплення атомів. Це тепло використовують для створення тяги за рахунок розширення і спрямовування пального газу в космос через космічний двигун. Космічний апарат DRACO перебуватиме на відносно високій орбіті навколо Землі, на висоті від 700 до 2000 км. З такої висоти для повернення на Землю через атмосферний опір DRACO знадобиться не менше 300 років. Згідно розрахунків, для роботи космічного апарата буде потрібно приблизно 2000 кг водню, який буде зберігатися у великому баку. DRACO буде досить компактним і зможе поміститися всередині ракети-носія Falcon 9 компанії SpaceX. Загальна вартість проєкту становить майже $499 млн. Половину коштів на реалізацію проєкту надасть DARPA, а решту — NASA.
У 2023 році, Європейське космічне агентство (ESA) також почало фінансування декількох досліджень, які вивчатимуть використання ядерного ракетного двигуна для дослідження далекого космосу. Ядерний електричний двигун (NEP) потенційно може подолати існуючі обмеження та запустити космічні місії в нову епоху, дозволяючи людству досягати космосу далі, ніж будь-коли раніше. Одне з досліджень, які фінансує ESA, а саме — «Попередня Європейська оцінка ядерної електричної установки для космічних застосувань (RocketRoll)», ведеться вченими з Празького університету, Штутгартського університету та інженерами з OHB Czechspace та OHB System у Бремені (Німеччина).

## Ядерна електрорушійна установка
З 2010 року в Росії почались роботи над проєктом ядерної електрорушійної установки (ЯЕРУ) мегаватного класу для космічних транспортних систем. За словами директора і генерального конструктора ОАО «НИКИЭТ» Юрія Драгунова, чиє підприємство конструює реакторну установку, за планом ЯЕРУ має бути готова в 2018 році
. На початок 2016 року завершено ескізне проєктування, проєктну документацію, завершені випробування системи управління реактором, проведені випробування ТВЕЛ, проведені випробування корпусу реактора, проведені випробування повномасштабних макетів радіаційного захисту реакторної установки. В березні 2024 року в Росії активізовані зусилля щодо створення транспортного модуля з ядерною силовою установкою для використання його в космосі.